# Hassan Nayebagha
Hassan Nayebagha (حسن نایب‌آقا; Teheran, 17 settembre 1950) è un ex calciatore iraniano, di ruolo centrocampista.